# Meszesi kapu
Koordináták: é. sz. 47° 12′ 41″, k. h. 23° 07′ 51″47.211389°N 23.130833°E

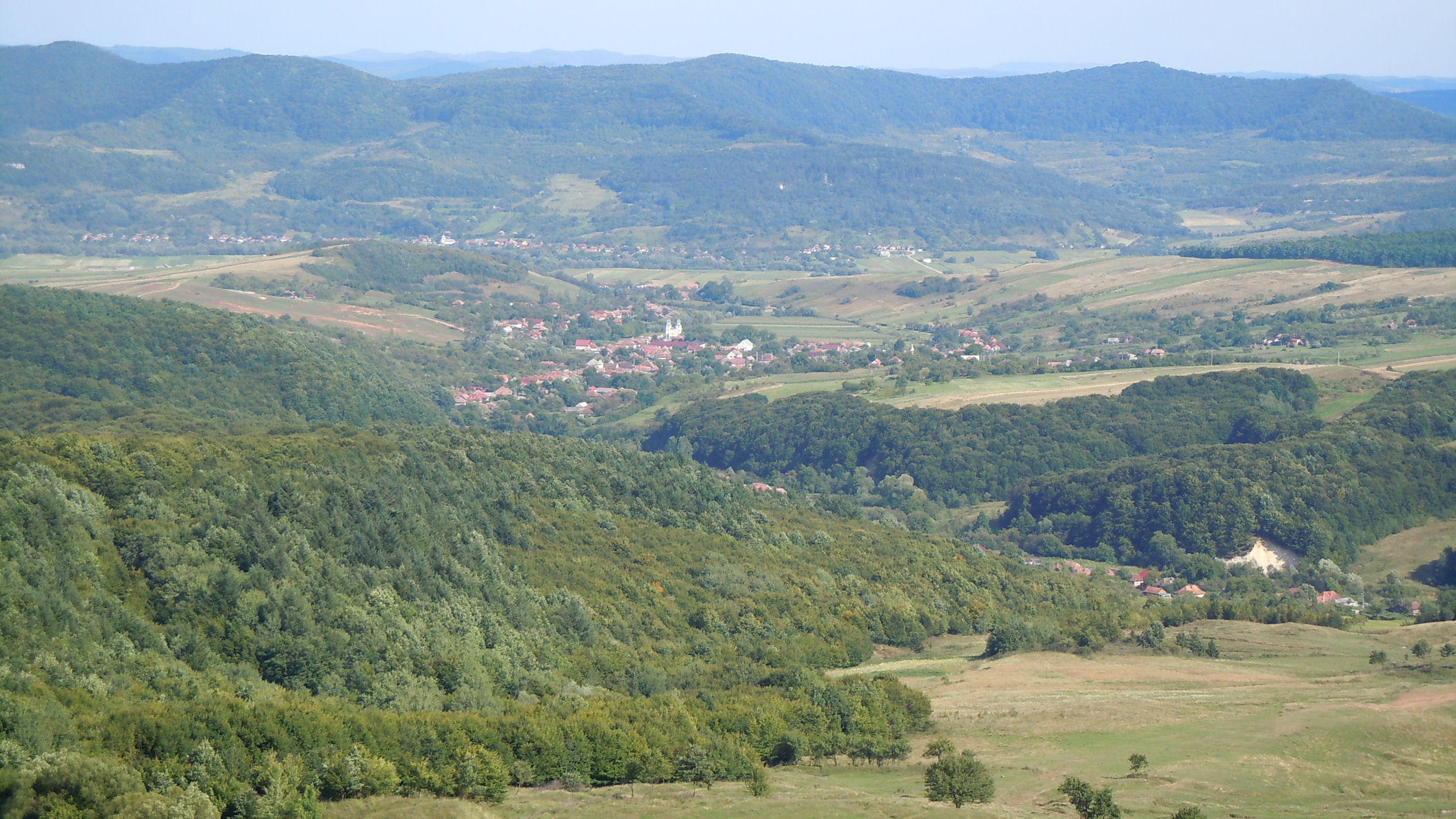
A meszesi kapu látképe Porolissumból nézve

A Meszesi kapu, vagy Meszesi-szoros egy szűk völgy a Meszes-hegységben, Romániában, Erdélyben, Zilahtól mintegy 3,5 km-re keletre, és mintegy 10,5 km hosszúságban húzódik egészen Karikáig. A Meszesi-szoros fontossága lemérhető abból hogy anno a két ország közt elterülő Meszes-hegységnek ezen a völgyén húzódott keresztül az egyedüli országút, mely Erdélyt összekötötte Magyarországgal.

## Története
Fontosságát az ezen vidéket lakó és bíró népek már korán felismerték, az ezen szoroson át vezető útnak védelmére mind a Magyarország felé eső, mind az Erdély felőli részen a bejáratnál úgynevezett elzáró kapukként megerősített őrhelyek voltak, melyeknek maradványai, körvonalai még ma is felismerhetők.
A Római Birodalom uralma Erdélyben ezen vidéken i. sz. 101-től 274-ig tartott. A rómaiak is felismerték a messzesi kapu stratégiai fontosságát, védelmére a mai Mojgrád és Zsákfalva területén építették fel a Porolissum nevű táborukat, mely árkokkal, töltéssel megerősített katonai város volt, ezzel a többi táborhelyeik: Romlott (Certia), Alsóegregy (Largiana) és Vármező utakkal voltak összekötve, védve a Meszesen át vezető más kisebb átjárókat.
Később, e szoros és kapu fontosságát a honfoglalás idején őseink is azonnal felismerték. Ez a szoros volt I. Mátyás uralkodásáig az Erdélyből Magyarországba vezető egyedüli országút, nagy nevezetességű kereskedelmi és hadi átjáró.
- Anonymus, Béla király névtelen jegyzője írta később a meszesi kapuról:

Árpád fejedelem a „bihari vezér Mén Maróthoz" követeket küldött és kérte "hogy ősapja, Attila király igazából engedje át neki a földet a Szamos vizétől a nyiri (nyr) határszélig és a meszesi kapuig. Attila
Majd „Töhötöm és fia, Harka (Krisztus után 890) hódításukban Zilahig eljutának, innen megindulva, a meszesi részekre ménének Szabolcs és Tas vezérekhez, és midőn egymást viszont látták, nagy örömmel örvendének és lakomát tartván, kiki dicsekszik vala győzelmével. Reggelre kelve pedig Szabolcs, Tas és Töhötöm tanácsot tartva elvégezek, hogy Árpád vezér országának határa a meszesi kapunál legyen. Akkor a föld lakosai parancsukra kőkapukat építenek és az ország határszélén fából nagy rekeszt csinálának.
Töhötöm fortélyos ember vala, midőn kezdette hallani az emberektől az erdélyi (erdőelvi) föld jóságát, hol bizonyos Gyelo oláh vala a főnök, arra kezde áhítani...
El is indult seregével, minek a hírére „Gyelo seregét összegyűjtvén, sebes nyargalással Töhötöm serege elé kezde lovagolni, hogy őt meszesi kapunál feltartsa...
Töhötöm azonban a fürge magyar lovasokkal egy nap alatt „az erdőn" átkelvén, az Almás vizéhez érkezék, Gyelot megverte, Esküllőnél Erdélyt hatalmába vette".
A Meszesi kapu a magyarok történetében többször is szerepelt:
- 1070-ben Salamon király uralkodása alatt a Budai krónika is leírta, hogy a kunok Ozul vezér alatt a meszes felső részén a kapun át Erdélyből Magyarországba törtek és miután az egész Nyírséget (totam provinciam Nyr) feldúlták a Szamos és Lápos vidékén át Erdélybe mentek vissza. Ennek hírére a király magához véve I. Béla király fiait, Gézát és Lászlót a meszesi szoroson át hadával a kunok után nyomult, utolérve őket, egy véres harcban Cserhalomnál tönkre verte.
- 1241-ben a tatárjárás pusztításai idején, a nagy tatár hadseregnek egyik része Erdélyből a meszesi kapun át tört be Magyarországra,  és az útjába eső Nagyváradot is elpusztította.
- Nagy Lajos király trónra kerülésekor, az atyja által alkotott új adózó rendszert azonnal életbe léptette. Tamás erdélyi vajda a szászokat is felszólította adózásra, a szászok azonban hivatkozva kiváltságukra, adózni nem akartak, mikor pedig a vajda kényszeríteni akarta őket, fellázadtak. 1342-ben ennek hírére a király hadával a meszesi kapun át gyorsan Erdélybe vonult és a lázadást vérontás nélkül sikerült lecsillapítania.
- Izabella királyné Szapolyai János király özvegye, „midőn Martinuzzi György ármánykodásai következtében Erdélyt I. Ferdinánd magyarországi királynak átengedvén, onnan fiával együtt 1551-ben elbujdosni kénytelen volt, a Meszesen át Zilahon keresztül folytatá útját s e városban vett tőle búcsút a Kolozsvárról őt oda kísérő álnok és kincskapzsi barát, ki még azon évben hűtlenségének méltó büntetését elvette."
- II. Apafi Mihály utolsó erdélyi fejedelem holttestét Bécsből haza hozva, a Meszesen át vitték Erdélybe.
- 1714-ben XII. Károly svéd király, a török földről Erdélyen keresztül sietett haza országába, Kolozsvárról Zilahra a Meszesen át érkezett.

Zilah neve a Meszesi kapuval, mint az Erdélybe vezető útszorossal kapcsolatban a későbbiekben többször is előfordult.